# چالوولو
چالوولو (به انگلیسی: Chalovlu) یک روستا و دهکده در شهرستان سالیان در جمهوری آذربایجان است.